# Nowohupaliwka
Nowohupaliwka (ukr. Новогупалівка) – wieś na Ukrainie, w obwodzie zaporoskim, w rejonie zaporoskim, w hromadzie Wilnianśk. W 2001 liczyła 1144 mieszkańców.